# Rhaphium intermedium
Rhaphium intermedium är en tvåvingeart som först beskrevs av Becker 1918.  Rhaphium intermedium ingår i släktet Rhaphium och familjen styltflugor. Inga underarter finns listade i Catalogue of Life.